# Sean O'Casey
Seán O'Casey (limba irlandeză: Seán Ó Cathasaigh, n. John Casey) (30 martie 1880 la Dublin, Irlanda, d. 18 septembrie 1964 la Torquay, England) a fost un dramaturg irlandez. Socialist convins, a fost primul dramaturg irlandez care a scris despre clasa muncitoare din Dublin.

## Biografie
O'Casey s-a născut John Casey sau John Cassidy  la Dublin.
Tatăl lui a murit când O'Casey avea doar 6 ani, ceea ce a creat probleme economice pentru familie. Seán a mers la școală până la vârsta de 14 ani, după care a lucrat în diferite servicii, inclusiv 9 ani ca muncitor la căile ferate.
Fiind interesat de cauza naționalistă irlandeză, s-a alăturat Ligii Galice în 1906 și a început să învețe limba irlandeză. A devenit activ în mișcarea sindicală a muncitorilor din industria transporturilor.
Prima piesă scrisă de el care a fost acceptată pentru punere în scenă a fost „The Shadow of a Gunman” („Umbra unui franctiror”), care a fost pusă în scenă în 1923 la Teatrul Abbey.
Când în 1929 W. B. Yates i-a refuzat piesa „The Silver Tassie” pentru a fi pusă în scenă la Teatrul Abbey, O'Casey a emigrat în Anglia, unde a stat până la moarte.

## Opere
- The Harvest Festival (1918)
- The Shadow of a Gunman (1923)
- Kathleen Listens in (1923)
- Juno and the Paycock (1924)
- Nannie's Night out (1924)
- The Plough and the Stars (1926)
- The Silver Tassie (1927)
- Within the Gates (1934)
- The End of the Beginning (1937)
- A Pound on Demand (~1930th)
- The Star Turns Red (1940)
- Red Roses for Me (1942)
- Purple Dust (1940/ 1945)
- Oak Leaves and Lavender
- Cock A Doodle Dandy (1949)
- Hall of Healing (1951)
- Bedtime Story (1951)
- The Bishop's Bonfire (1955)
- Behind The Green Curtains (1961)

- Autobiografie (6 volume):
  - I Knock at the Door
  - Pictures in the Hallway
  - Drums Under the Window
  - Inishfallen Fare Thee Well
  - Rose and Crown
  - Sunset and Evening Star

## Ecranizări
Farsa Bedtime Story (din 1951) (personaje: John Jo Mulligan, Angela) a fost ecranizată ca Er du våken, Angela? (1962, regia Gerhard Knoop); Aventură nocturnă (1966, regia Nicolae Motric) sau ca Pension pro svobodné pány (1968, regia Jiří Krejčík).
Filmul Junona și păunul (1930, regia Alfred Hitchcock) este bazat pe piesa omonimă din 1924 (Juno and the Paycock). Rolurile principale au fost interpretate de actorii Barry Fitzgerald, Maire O'Neill, Edward Chapman și Sara Allgood. Piesa a mai fost ecranizată de mai multe ori pentru televiziune.
The Plough and the Stars (1937, regia John Ford) este bazat pe piesa omonimă din 1926.
Young Cassidy (1965, regia Jack Cardiff) este bazat pe romanul Mirror in My House (1956).